# 日産・R90CK
日産・R90CKは、1990年世界スポーツプロトタイプカー選手権（WSPC）、およびル・マン24時間レース参戦用の日産自動車のグループCカー。前年型R89Cと同じくローラカーズの製作。

## 概要
R89Cは空気抵抗減少を目標にホイール径を前後とも17インチとしリヤタイヤにスパッツを装備するなど、ル・マンのユノディエールでのトップスピードを意識して開発、製作されていたが、R90CKではフロント18インチ、リヤ19インチ径のホイールの採用、ブレーキの大径化などスプリントレースでの競争力向上を目指して開発、設計されている。それ以外ではR89Cの基本設計を引き継いでいる。
このシーズンは日本で製作されたマシンをR90CP、英国のローラで製作されたマシンをR90CKと名づけた。製造された地である英国・クラウンフィールド（Crownfield）の「C」を取り「R90CC」と名づけることを当初考えたが、それでは単気筒のバイクのようでしっくりこないということで、Cと同じ発音の「K」を付け「R90CK」とした。
デビュー戦はWSPC第2戦モンツァ。この年はシーズンを通して2カー体制で臨んだ。グッドイヤータイヤに対し性能の劣るUKダンロップを履くため、シーズン当初はグッドイヤーを履くメルセデス、ジャガーに苦戦するが、第4戦スパ・フランコルシャンでシーズン初の表彰台を獲得した。
メルセデスのいないル・マンでは、日産の欧州レース部隊であるNME（ニッサン・モータースポーツ・ヨーロッパ）、米国レース部隊であるNPTI（ニッサン・パフォーマンス・テクノロジー）の双方から2台ずつ計4台の必勝体制で挑み、予選でスペシャルエンジンを積んだNMEのマーク・ブランデルが驚異的なタイムで日本車初のポールポジションを獲得。決勝レースでも序盤からレースをリードするが4台中3台がリタイヤに終わる。この年は日本のNISMOが送り込んだR90CPも最高5位に終わっており、日本車初のル・マン制覇はならなかった。残ったNPTIの1台がレース中のファステストラップをマークしている。
WSPC後半戦では優勝はできなかったが2位に2度入賞した（モントリオール、メキシコ）。シリーズランキングでメルセデス、ジャガーに次ぐ3位に入る活躍だった。
1991年のデイトナ24時間レースにNPTIが6速ミッションを搭載等独自のモデファイを施したR90CKで参戦し2位に入賞した。
乗車定員は1名だが、グループCのレギュレーションにより一応助手席があり、1992年のF1・日本グランプリ前に放送されたフジテレビの特番では、川井一仁が後述するフロムAレーシング（ノバエンジニアリング）の車の助手席に乗り、同マシンが鈴鹿サーキットを走る様子をレポートしたことがある（ドライバーはマウロ・マルティニ）。

## 日産・R91CK
全日本スポーツプロトタイプカー耐久選手権（JSPC）シリーズに長らくポルシェ956・962で参戦し、多くのタイトルを獲得してきたノバエンジニアリングは、ポルシェの競争力がすでに国産グループCカーに敵わないものと判断し、1991年シーズンから日産のマシンをJSPCで走らせることになった。マシンは新車のR90C-06をローラから購入し、エンジンはNISMOから供給を受けることになった。タイヤはブリヂストンを装着し、フロントタイヤに18インチホイールを採用した。このマシンはR91CKと呼ばれた。

### 1991年
開幕戦となった富士500kmでは予選7位からじわじわと順位を上げ、レース後半になると2位に浮上。終盤には燃費が苦しくなったワークスの23号車・カルソニックニッサン・R91CPを猛烈に追い上げて1秒071差の2位に入り、ノバのチーム力の高さを知らしめた。
第2戦富士1000kmでは予選6位からワークスニッサンを追い上げていた104周目にミッショントラブルを起こしリタイアした。
第3戦の富士500マイルから、ジャガー・XJR-14タイプの二段式リヤウィングを装着するようになった。ダウンフォース増加とドラッグ低減の効果があり、富士のストレートスピードで18km/h速くなった。予選6位、決勝6位。
第4戦鈴鹿1000kmでは予選6位からスタート。1回目のピットストップで火災を起こし、2位から6位まで後退するもその後追い上げて日産勢最上位の2位でゴールした。
第5戦の菅生500kmでは予選3位からスタートし1位から6秒差の2位でゴール。鈴鹿に続いて日産勢最上位入賞となった。
第6戦富士1000kmは雨のなか行われ、たびたびペースカーが入る展開となった。81周目のリスタート時にR91CKは雨に足元をとられ、スピンしリタイアとなった。前線終了時点でフォルカー・ヴァイドラー・中谷明彦の両ドライバーはドライバーズ・ポイントで1位から4ポイント差に迫りタイトル獲得の可能性があったが、その可能性もなくなってしまった。
最終第7戦の菅生500マイルでは予選8位。レースはミッショントラブルから後退のあと追い上げたが10位に終わった。

### 1992年
ノバは1992年のJSPCシリーズ開幕前の2月に行われたデイトナ24時間レースに出場した。事前テストで好タイムをマークし、上位入賞を狙っての参戦だったがトラブルが多発し8位に終わった。
JSPC開幕戦の鈴鹿500kmは予選6位からスタートしワークスのYHPニッサン・R92CPとの戦いの末7秒差の2位を獲得した。
第2戦の富士1000km決勝では日産勢がトヨタ勢を圧倒。1位から4位を独占しR91CKも3位に入った。
第3戦の富士500マイルからヘッドライトがフロントタイヤ前方からコックピット内へ移設された。レースでは3位に入り3戦連続で表彰台を獲得した。
ノバは第3戦と第4戦の間に行われたスポーツカー世界選手権（SWC）シリーズの第5戦鈴鹿1000kmに、1993年シーズンに向けての自然吸気（NA）マシンとの性能比較を目的に出場した。この年のSWCはターボマシンは参加できないことになっていたが、鈴鹿1000kmではJSPC規定車がJSPCレギュレーションで参加できることになっていた。レースでは燃費・給油時間に制約のあるなか4位に入賞した。
第4戦菅生500kmではセッティングを誤り6位に終わり、第5戦富士1000kmでは10周目にスピンしリタイア。
最終戦の美祢500kmでは予選で2位につけ、決勝でもカルソニックニッサンと首位争いを演じたが37周目、42周目にたて続けにコースアウトし後退、それでも総合で3位に入り有終の美を飾った。

### 1993年

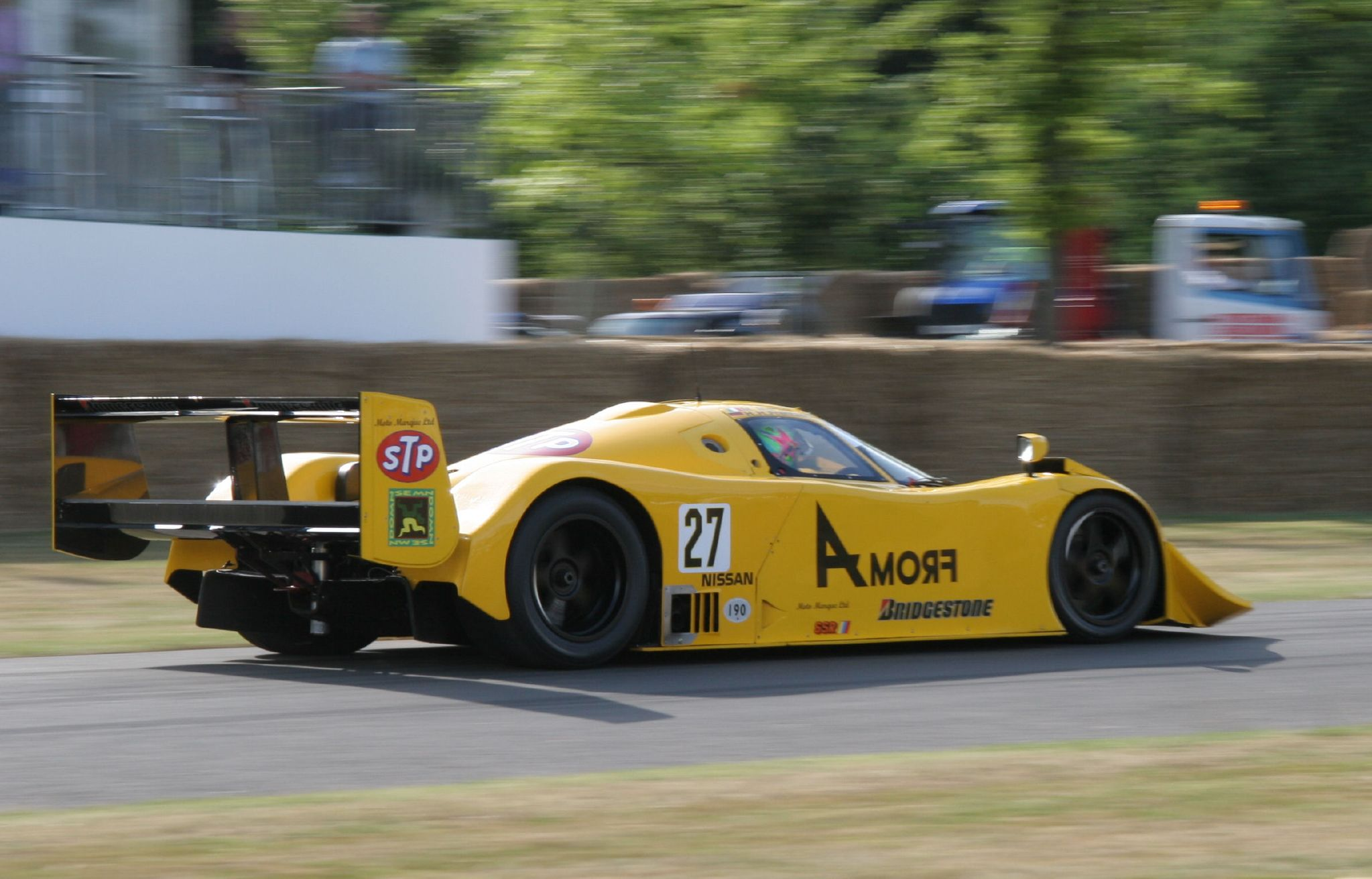
日産・R93CK

日本自動車連盟（JAF）は、前年限りで終了したJSPCに代わるスポーツカー・シリーズとしてICL（インターサーキットリーグ）の開催を決定。ICLへのエントリーを決めたノバは、タイトル獲得のためにシャシーに
- カウルの作り直し
- フロントウインドーの材質をガラスからポリカーボネイトへ変更
- デフ・ケースの材質をスチールからチタンに変更
- ノーズボックスの材質をアルミからカーボンに変更
- ドアの小型化

などの改良を行い、空力面では
- ボディ側面をプジョー・905の初期型のように絞りエリアルール的形状とし、ボディ側面から底面に空気流を遮断するサイドスカートがより有効に張り出した
- フロントタイヤハウス上部にフラップを装備
- リヤウイングを新調

するなど、大がかりなモディファイを行った。このモディファイにより30kgの軽量化とダウンフォースの増加に成功し、コーナリング性能が向上した。またレギュレーション変更に合わせてターボにエアリストリクターが装着された。
しかしICLのエントリーは低調でイベント中止が相次ぎ、結局鈴鹿1000kmの1レースのみが行われた。
その鈴鹿1000kmにR91CKはR93CKの車両名で出場した（車体名は逆にR90CKに戻った）。予選で2位のチームルマン・ニッサン・R92CPに1秒以上の差をつけてポールポジションを獲得したR93CKは、レースでもドアが外れるトラブルがありながらも独走。しかし最後のピットストップのタイヤ交換で大きくタイムロスし優勝を逃した。